# Enneapterygius trisignatus
Enneapterygius trisignatus är en fiskart som beskrevs av Hans W. Fricke 2001. Enneapterygius trisignatus ingår i släktet Enneapterygius och familjen Tripterygiidae. Inga underarter finns listade i Catalogue of Life.